# 누레치
누레치(Nureci)는 이탈리아의 사르데냐 주 오리스타노도에 있는 코무네이다. 칼리아리에서 북쪽으로 약 70 킬로미터 (43 mi), 오리스타노에서 동쪽으로 약 35 킬로미터 (22 mi) 떨어져 있다. 2004년 12월 31일 기준으로 인구는 379명이고 면적은 12.9 제곱킬로미터 (5.0 mi2)이다.
누레치는 다음 지방 자치체와 접해 있다: 아솔로, 제노니, 라코니, 세니스.